# Oliver Hermanus
Oliver Hermanus (* 26. Mai 1983 in Kapstadt) ist ein südafrikanischer Filmregisseur und Drehbuchautor.

## Leben
Oliver Hermanus wurde 1983 in Kapstadt geboren. Er begann bereits als Jugendlicher mit dem Drehen von Amateurfilmen, bevor er seinen Bachelor of Arts an der Universität von Kapstadt machte. Nach seinem Abschluss arbeitete er als Pressefotograf bei einer nationalen Nachrichtenagentur. Nachdem er 2006 ein Stipendium für die London Film School erhalten hatte, schloss er dort sein Studium mit einem Master of Arts ab und kehrte für seine Arbeit zurück nach Südafrika. Sein Abschlussfilm Shirley Adams über eine in Armut lebende Frau, die für ihren behinderten Sohn sorgen muss, wurde 2009 beim Locarno Film Festival uraufgeführt. Im gleichen Jahr wurde der Film unter anderem beim Toronto International Film Festival und beim London Film Festival gezeigt.
Sein Filmdrama Beauty (Originaltitel Skoonheid) über einen Sägewerkbesitzer, der jahrelang seine Homosexualität unterdrückt, stellte der selbst schwule Hermanus 2011 bei den Filmfestspielen von Cannes vor. Der Film wurde von Südafrika im Rahmen der Oscarverleihung 2012 als Beitrag des Landes als bester fremdsprachiger Film eingereicht.
Sein Film Endless River feierte im September 2015 bei den Filmfestspielen von Venedig seine Premiere, wo der Film für den Goldenen Löwen nominiert war. Hiernach wurde der Film beim Toronto International Film Festival vorgestellt. Das Filmdrama Moffie, das er 2019 ebenfalls in Venedig vorstellte und der dort unter anderem als bester Film für den Venice Horizons Award nominiert war, stellt Hermanus’ vierten Film dar. Sein letzter Film Living – Einmal wirklich leben feierte im Januar 2022 beim Sundance Film Festival seine Premiere.
Für viele Kritiker gilt Hermanus als einer der wichtigsten zeitgenössischen Filmemacher. Im Jahr 2025 wurde sein Spielfilm The History of Sound in den Hauptwettbewerb des 78. Filmfestivals von Cannes eingeladen.

## Filmografie
- 2009: Shirley Adams
- 2011: Beauty (Skoonheid)
- 2015: The Endless River
- 2019: Moffie
- 2022: Living – Einmal wirklich leben (Living)
- 2024: Mary & George (Miniserie)
- 2025: The History of Sound

## Auszeichnungen
British Academy Film Award
- 2023: Nominierung als Bester britischer Film (Living – Einmal wirklich leben)

British Independent Film Award
- 2019: Nominierung für die Beste Regie (Moffie)[10]
- 2022: Nominierung als Bester britischer Independent-Film (Living – Einmal wirklich leben)
- 2022: Nominierung für die Beste Regie (Living – Einmal wirklich leben)[11]

Internationale Filmfestspiele von Cannes
- 2011: Auszeichnung mit der Queer Palm (Beauty)
- 2011: Nominierung für den Un Certain Regard Award (Beauty)
- 2025: Nominierung für die Goldene Palme (The History of Sound)

Internationale Filmfestspiele von Venedig
- 2015: Nominierung für den Goldenen Löwen (The Endless River)
- 2015: Nominierung für den Green Drop Award (The Endless River)
- 2019: Nominierung als Bester Film für den Venice Horizons Award (Moffie)
- 2019: Nominierung für den Queer Lion (Moffie)

London Film Festival
- 2019: Nominierung im Wettbewerb (Moffie)[12]

San Sebastián International Film Festival
- 2022: Nominierung für den Publikumspreis / City of Donostia Audience Award (Living – Einmal wirklich leben)

Sydney Film Festival
- 2016: Nominierung als Bester Film (The Endless River)

Zurich Film Festival
- 2011:	Nominierung als Bester internationaler Spielfilm für das Goldene Auge (Beauty)